# Catherine Hester Ralfe
Catherine Hester Ralfe (n. 1831 – d. 1912) a fost o croitoreasă, educatoare, menajeră și diaristă din Noua Zeelandă. Ea s-a născut în Bantry Bay, Comitatul Cork, Irlanda, cam prin anul 1831.